# Don Cheadle
Donald Frank „Don” Cheadle Jr. (ur. 29 listopada 1964 w Kansas City) – amerykański aktor, reżyser i scenarzysta.

## Życiorys

### Wczesne lata
Urodził się w Kansas City w Missouri jako drugie z trojga dzieci Bettye (z domu North), nauczycielki, i Donalda Franka Cheadle Sr., psychologa klinicznego. Dorastał wraz z siostrą Cindy i bratem Colinem. W dzieciństwie jego rodzina przenosiła się z miasta do miasta. W latach 1970–1974 uczęszczał do Hartley Elementary School w Lincoln w stanie Nebraska. W 1982 ukończył East High School w Denver w Kolorado. W 1986 otrzymał licencjat ze sztuk pięknych na wydziale teatralnym California Institute for the Arts (CalArts) w Valencia w Kalifornii. Uczęszczał także do Red Rocks Community College w Lakewood.

### Kariera
W 1984 zadebiutował przed kamerami jako Anioł w biblijnym filmie krótkometrażowym Trzy dni (3 Days). Rok potem wystąpił jako pracownik „Juicy Burgers” w komedii Akademia ruchu (Moving Violations, 1985) z Jennifer Tilly, Sally Kellerman i Jamesem Keach. Pojawiał się też gościnnie w serialach: Prawnicy z Miasta Aniołów, Posterunek przy Hill Street, Bajer z Bel-Air i Gdzie diabeł mówi dobranoc.
Po występie w dramacie wojennym Johna Irvina Hamburger Hill (1987) i dramacie kryminalnym Dennisa Hoppera Barwy (1988) jako gangster „Rocket”, zbudował swoją karierę w latach 90. grając w dramacie kryminalnym W bagnie Los Angeles (1995) z Denzelem Washingtonem, dramacie historycznym Johna Singletona Rosewood w ogniu (1997) i dramacie Paula Thomasa Andersona Boogie Nights (1997). Jego współpraca z reżyserem Stevenem Soderbergh zaowocowała występami w filmach: Co z oczu, to z serca (1998), Traffic (2000) i Ocean’s Eleven: Ryzykowna gra (2001).
Był nominowany do Oscara dla najlepszego aktora pierwszoplanowego za rolę dyrektora hotelu w Rwandzie – Paula Rusesabaginy w dramacie historycznym ludobójstwa Hotel Ruanda (2004). W latach 2012–2016 występował jako Marty Kaan w serialu Showtime Kłamstwa na sprzedaż, a za rolę w 2013 zdobył Złoty Glob.
Grał także w produkcjach Filmowego Uniwersum Marvela: Iron Man 2 (2013), Avengers: Czas Ultrona (2015), Kapitan Ameryka: Wojna bohaterów (2016), Avengers: Wojna bez granic (2018) i Avengers: Koniec gry (2019).
Grał na scenie Joseph Papp Public Theater w spektaklach off-broadwayowskich: komedii szekspirowskiej Cymbelin (1989) jako Arwiragus, syn Cymbelina z Joan Cusack i Jeffreyem Nordlingiem oraz Topdog/Underdog (2001) jako Booth u boku Jeffreya Wright.

## Życie prywatne
W 1992 związał się z aktorką Bridgid Coulter, z którą ma dwie córki: Ayanę Tai (ur. 1995) i Imani (ur. 1997).

## Filmografia

### Obsada
- 1984: 3 Days jako Angel
- 1985: Akademia ruchu jako pracownik „Juicy Burgers”
- 1986: Punk
- 1987: Hamburger Hill jako szer. Washburn
- 1988: Barwy jako Rocket
- 1992–1996: Gdzie diabeł mówi dobranoc jako prokurator okręgowy John Littleton
- 1992–1993: The Golden Palace jako Roland Wilson
- 1992: Roadside Prophets jako menedżer Happy Days
- 1993: Trąbka Clifforda Browna jako Jack
- 1993: Człowiek-meteor jako Goldilocks
- 1995: W bagnie Los Angeles jako Mouse
- 1995: Rzeczy, które robisz w Denver, będąc martwym jako Rooster
- 1996: Rebound: The Legend of Earl 'The Goat' Manigault jako Earl Manigault
- 1997: Boogie Nights jako Buck Swope
- 1997: Wulkan jako Emmit Reese
- 1997: Rosewood w ogniu jako Sylvester Carrier
- 1998: Ludzie rozrywki jako Sammy Davis Jr.
- 1998: Senator Bulworth jako L.D.
- 1998: Co z oczu, to z serca jako Maurice 'Snoopy' Miller
- 1999: Lekcja przed egzekucją jako Grant Wiggins
- 2000: Misja na Marsa jako Luke Graham
- 2000: Traffic jako Montel Gordon
- 2000: Family Man jako Cash
- 2000: Ocalić Nowy Jork jako por. Jimmy Pierce
- 2001: Kod dostępu jako agent A.D. Roberts
- 2001: W głąb siebie jako dr Monroe
- 2001: Ocean’s Eleven: Ryzykowna gra jako Basher Tarr
- 2001: Things Behind the Sun jako Chuck
- 2002: The Hire: Ticker jako pasażer
- 2003: Ostry dyżur jako Paul Nathan
- 2003: Odmienne stany moralności jako pan Pearl
- 2004: Po zachodzie słońca jako Kingpin
- 2004: Miasto gniewu jako Graham
- 2004: Zabić prezydenta jako Bonny Simmons
- 2004: Hotel Ruanda jako Paul Rusesabagina
- 2004: Ocean’s Twelve: Dogrywka jako Basher Tarr
- 2005: Tishomingo Blues jako Robert Taylor
- 2006: The Other Side of Simple
- 2006: The Dog Problem jako dr Nourmand
- 2007: Ocean’s Thirteen jako Basher Tarr
- 2009: Brooklyn’s Finest jako Tango
- 2009: Hotel dla psów jako Bernie
- 2010: Iron Man 2 jako James Rhodes/War Machine
- 2012: Lot jako Hugh Lang
- 2013: Iron Man 3 jako James Rhodes/Iron Patriot
- 2015: Miles Davis i ja jako Miles Davis
- 2015: Avengers: Czas Ultrona jako James Rhodes/War Machine
- 2016: Kapitan Ameryka: Wojna bohaterów jako James Rhodes/War Machine
- 2018: Avengers: Wojna bez granic jako James Rhodes/War Machine
- 2019: Kapitan Marvel jako James Rhodes
- 2019: Avengers: Koniec gry jako James Rhodes/War Machine
- 2021: Falcon i Zimowy Żołnierz jako James Rhodes/War Machine
- 2021: Kosmiczny mecz: Nowa era jako AI-G Rhythm

### Występy gościnne
- 1986: Fame jako Henry Lee
- 1986: Prawnicy z Miasta Aniołów jako Julian Tatoon
- 1987: Posterunek przy Hill Street jako Darius Milton
- 1987: The Bronx Zoo jako Carver
- 1988: Night Court jako Jack
- 1988: Hooperman jako on sam
- 1989–1990: Booker jako on sam
- 1990: China Beach jako Angel
- 1990: Bajer z Bel-Air jako Ice Tray
- 1992–1993: Hangin’ with Mr. Cooper jako Bennie
- 1995: Mad TV jako Perry
- 2000: Simpsonowie jako Brother Faith (głos)
- 2001: The Bernie Mac Show jako Kuzyn D
- 2018: Kacze opowieści jako Kaczor Donald z modulatorem głosu (głos)

### Reżyser
- 2015: Miles Davis i ja

### Scenarzysta
- 2015: Miles Davis i ja

### Producent
- 2004: Miasto gniewu
- 2015: Miles Davis i ja

### Zdjęcia archiwalne
- 2005: Cinema mil jako on sam

### Występy niewymienione w czołówce
- 2001: Godziny szczytu 2 jako Kenny